# Vienna Terzaghi Lecture
Die Vienna Terzaghi Lecture ist eine Auszeichnung und Vorlesung auf der alle zwei Jahre stattfindenden Österreichischen Geotechniktagung. Sie wird organisiert von der Vereinigung Österreichischer Bohr-, Brunnenbau- und Spezialtiefbauunternehmungen (VÖBU), dem Österreichischen Ingenieur- und Architekten-Verein (ÖIAV),  vom  Österreichischen Nationalkomitee (ASMGE) im ÖIAV der International Society for Soil Mechanics and Geotechnical Engineering (ISSMGE) (kurze Bezeichnung: ÖGT) und dem Institut für Geotechnik, Grundbau, Boden- und Felsmechanik der Universität Wien und findet seit 1997 statt.  Sie ist zu Ehren von Karl von Terzaghi benannt.
Die Vorträge werden in der Zeitschrift Bauingenieur veröffentlicht.
Er ist nicht mit der Terzaghi Lecture oder dem Terzaghi Award zu verwechseln.

## Preisträger
- 1997 William Van Impe, Universität Gent und Löwen, The leaning tower of Pisa
- 1999 Robert M. Koerner, Drexel University, Assessment of ten landfill failures using 2-D and 3-D stability analysis procedures (mit Te-Yang Soong)
- 2001 Robert Mair, Cambridge University, Tunneling in soft ground in urban areas
- 2003 K. Rainer Massarsch, Geo Engineering AB, Stockholm, Geotechnik zur Rettung von Baudenkmälern
- 2005 Jean-Pierre Giroud, beratender Ingenieur, ehemaliger Vorstand von GeoSyntec Consultants, ehemaliger Präsident der International Geosynthetics Society, Geosynthetics engineering: successes, failures and lesson learned
- 2007 Harry Poulos, University of Sydney, Coffey Geotechnics, Applications of Piling for Infrastructure Development
- 2009 Alan Powderham, Direktor von Mott MacDonald, London, The Observational Method – using safety as a driver for innovation
- 2011 Heinz Brandl, TU Wien, Der Geotechnik-Ingenieur in der Gesellschaft: Philosophische Gedanken, Herausforderungen und Empfehlungen
- 2013 Rolf Katzenbach, TU Darmstadt, Die mechanische und thermische Wirkung des Wassers im Boden – Bodenmechanik, Geothermie und Fluidmechanik
- 2015 Róbert Szepesházi, István-Széchenyi-Universität Győr, Ungarn, Synergien in der Geotechnik: Interpretationen, Präzedenzfälle und Perspektiven
- 2017 Sarah Springman, ETH Zürich, Is soil friction fiction? – Is cohesion optional? – A review
- 2019 Jürgen Grabe, TU Hamburg, Geomechatronik – ein Zukunftsfeld